# Елмор (Алабама)
Елмор (енгл. Elmore) град је у америчкој савезној држави Алабама. По попису становништва из 2010. у њему је живело 1.262 становника.

## Демографија
Према попису становништва из 2010. у граду је живело 1.262 становника, што је 1.063 (534,2%) становника више него 2000. године.
| Група             | 2000.       | 2010.       |
| Белци             | 134 (67,3%) | 797 (63,2%) |
| Афроамериканци    | 55 (27,6%)  | 337 (26,7%) |
| Азијати           | 0 (0,0%)    | 2 (0,2%)    |
| Хиспаноамериканци | 3 (1,5%)    | 111 (8,8%)  |
| Укупно            | 199         | 1.262       |